# 1953 au Manitoba
Chronologie du Manitoba
- 1949
- 1950
- 1951
- 1952
- 1953
- 1954
- 1955
- 1956
- 1957

Cette page concerne des événements survenus en 1953 dans la province canadienne du Manitoba.

## Politique
- Premier ministre : Douglas Lloyd Campbell
- Chef de l'Opposition :
- Lieutenant-gouverneur : Roland Fairbairn McWilliams puis John Stewart McDiarmid
- Législature :

## Naissances
- 22 décembre : Jay Brazeau, acteur, scénariste et compositeur canadien, né à Winnipeg.